# Izola
Pour les articles homonymes, voir Isola.
Izola (/ˈíːzɔla/  ; en italien : Isola /ˈiːzɔla/ ou Isola d'Istria) est une commune et une ville  de Slovénie, située près des frontières italienne et croate sur la côte adriatique. La ville est bilingue slovène/italien tout comme la ville voisine de Koper.

## Géographie
La commune est localisée au bord de la mer Adriatique près du golfe de Trieste. Au nord se trouve l'importante ville italienne de Trieste. La commune est voisine des communes slovènes de Koper à l'est et de Piran à l'ouest. Koper, Piran et Izola sont d'ailleurs les trois ports principaux de la Slovénie.

### Villages
La commune englobe également les villages de Baredi, Cetore (Settore), Dobrava, Jagodje (Valleggia), Korte (Corte), Malija (Malio), Nožed (Nosedo) et Šared (Saredo).

## Histoire
Deux siècles avant notre ère, une localité portuaire romaine, connue sous le nom de Halieatum, se trouvait juste au sud-ouest de l'emplacement actuel de la localité.
La localité d'Izola à proprement parler fut établie de son côté sur une petite île (Isola en italien). Cette île fut colonisée par des réfugiés de la ville d'Aquilée au VIIe siècle. Cette zone, qui appartient à la péninsule d'Istrie, passa sous la tutelle de la république de Venise à partir du IXe siècle. À cette époque, les documents vénitiens mentionnaient la localité sous le nom d'Insula.
Ce n'est qu'en 1797 que cette ville italophone  est annexée au Saint-Empire romain germanique défendant son accès stratégique face à sa rivale vénitienne sur la mer Adriatique à la signature du traité de Campo-Formio. La maison passa ainsi sous l'Empire austro-hongrois. De 1805 à 1813, la région fut attachée à l'Empire napoléonien au sein des Provinces illyriennes. Durant cette période, les fortifications de la ville furent détruites et les débris furent jetés entre l'île et le continent ce qui fait que l'île devint une péninsule. Ensuite, la région repassa sous le contrôle de l'Empire austro-hongrois jusque 1918. L'Istrie retrouve ainsi ses frontières venitiennes après la Première Guerre mondiale au royaume d'Italie jusque septembre 1943 lorsque l'Italie remis sa capitulation durant la Seconde Guerre mondiale. De 1943 à 1945, la région resta toutefois sous le commandement des forces de l'armée Allemande. Izola fut libérée en avril 1945 et fut ensuite placée provisoirement dans la zone B du territoire libre de Trieste. Ce territoire fut dissous de facto en 1954. La zone A comprenant la ville de Trieste fut rendue à l'Italie. La zone B fut attachée à la république socialiste de Slovénie au sein de la fédération de Yougoslavie. De nombreux italophones d'Izola choisirent de quitter la région pour rejoindre l'Italie ou d'autres pays, alors que les populations slovènes des environs migrèrent dans la ville.
Aujourd'hui, la ville vit en bonne partie du tourisme grâce à sa position dans la Riviera slovène le long de la côte adriatique.

## Démographie
Au recensement de la population autrichienne en 1910, il y avait 99 % d'italophones, quelques germanophones, mais très peu de Slovènes à Izola, ceux-ci vivant dans les villages en dehors de la ville. Après la Seconde Guerre mondiale, à la suite de l'émigration des Italiens lorsque la région fut rattachée à la Yougoslavie, la population italophone diminua fortement pour représenter moins de 5 % en 2002. En 2002, la langue maternelle de la population se répartissait comme suit :
Slovène       10 059 (69,14 %)
Croate        1 199 (8,24 %)
Italien         620 (4,26 %)
Serbo-Croate  562 (3,86 %)
Bosniaque         537 (3,69 %)
Serbe         385 (2,65 %)
Macédonien      124 (0,85 %)
Albanais        93 (0,64 %)
Autres            970 (6,67 %)
Total         14 549
Entre 1999 et 2021, la population de la commune d’Izola a régulièrement augmenté pour atteindre près de 17 000 habitants,.
Évolution démographique
| 1999   | 2000   | 2001   | 2002   | 2003   | 2004   | 2005   | 2006   | 2007   |
| ------ | ------ | ------ | ------ | ------ | ------ | ------ | ------ | ------ |
| 14 513 | 14 499 | 14 587 | 14 767 | 14 928 | 14 994 | 15 074 | 15 284 | 15 524 |
| 2008   | 2009   | 2010   | 2011   | 2012   | 2013   | 2014   | 2015   | 2016   |
| 15 922 | 15 946 | 16 000 | 15 848 | 15 933 | 15 952 | 15 833 | 15 867 | 15 962 |
| 2017   | 2018   | 2019   | 2020   | 2021   |        |        |        |        |
| 16 015 | 16 015 | 16 322 | 16 486 | 16 737 |        |        |        |        |

## Sport
La ville compte notamment un club de football, le NK Izola, un club de handball masculin, le RD Izola et un club de handball féminin, le ŽRK Izola.

## Événement
- Le Grand Prix Izola : course masculine de cyclisme.

## Personnages célèbres
- Pietro Coppo, cartographe du XVIe siècle
- Nino Benvenuti, boxeur italien né en 1938. Champion olympique en 1960, champion du Monde en 1965,
- Domenico Lovisato,
- Arnaldo Bressan;
- Rudi Bučar;
- Drago Mislej Mef;
- Erik Tul, rameur en deux de couple, (1975 - );
- Vinicio Gerin.